# Попов, Ивелин
Ивели́н Ивано́в Попо́в (болг. Ивелин Иванов Попов; род. 26 октября 1987[…], София, НР Болгария) — болгарский футболист, полузащитник клуба «Ботев».

## Карьера

### Юношеские годы
Первые шаги в футбольной карьере делал в «Септември», там его заметили селекционеры «Левски». В столичном клубе делал успехи, но профессиональный контракт ему и не предложили, и в январе 2005 года Попов перешёл в роттердамский «Фейеноорд». Проведя в нидерландском клубе один сезон, не смог пробиться в первую команду и был вынужден вернуться на родину.

### «Литекс»

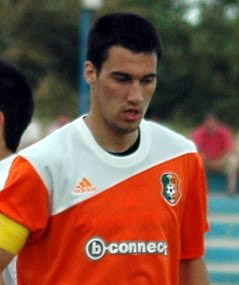
Попов в составе «Литекса»

В Болгарии Попов подписал 5-летний контракт с «Литексом». Весной 2006 года забил 5 мячей в 9 матчах и попал в тройку лучших молодых игроков. Однако, вскоре его непростой характер начал ему создавать проблемы. Попов неоднократно подвергался штрафам за различные нарушения на поле и за его пределами. В одной из интервью заявил, что у него «тренерская контузия», косвенно обвиняя Любко Петровича за то, что тренер не выпускает его на поле. После этого Попов был отправлен в дубль.
23 февраля 2006 года дебютировал в Кубке УЕФА в матче 1/16 финала против французского «Страсбура». Капитан юношеской и молодёжной сборных в 2008 году надел капитанскую повязку и в «Литексе». 18 сентября 2008 года в поединке Кубка УЕФА против английской «Астон Виллы» Попов забил гол. В сезоне 2009/10 «Литекс» стал чемпионом Болгарии, а Попов назван лучшим игроком года по версии Ассоциации футболистов Болгарии.

### «Газиантепспор»
Летом 2010 года в последний день трансферного окна на правах аренды перешёл в турецкий «Газиантепспор» с правом выкупа в течение трёх лет. Сумма сделки составила 500 тысяч евро. 14 декабря 2010 года подписал контракт с клубом сроком на 5 лет. Его бывшая команда «Литекс» получила за игрока 2 миллиона евро. 13 сентября в матче против «Галатасарая» дебютировал в турецкой Суперлиге. 16 октября в поединке против «Буджаспора» Ивелин забил свой первый гол за новую команду.

### «Кубань»

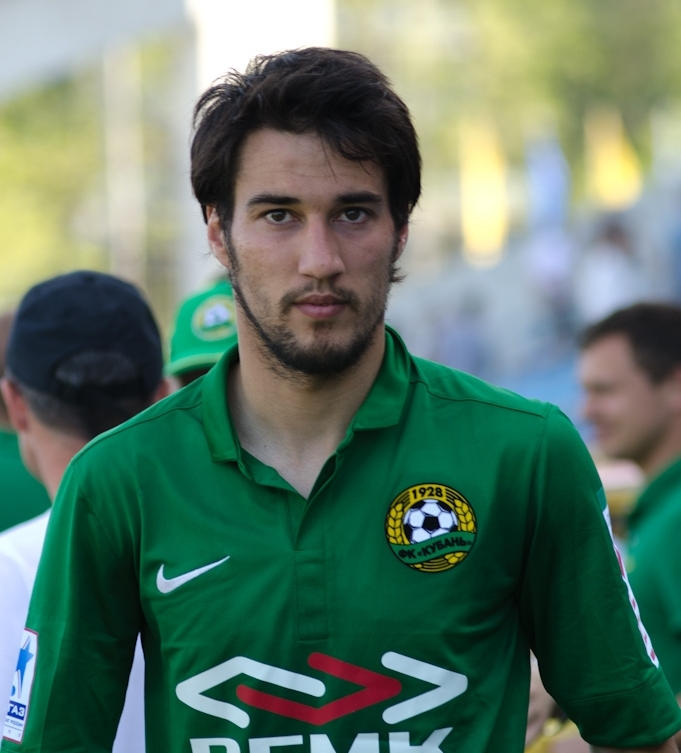
Попов в составе «Кубани» в 2013 году

25 августа 2012 года было достигнуто соглашение о переходе футболиста в состав «Кубани». По данным портала «Чемпионат.com», сумма трансфера составила 2 млн евро. 2 сентября 2012 года в гостевом матче против «Динамо» он дебютировал в составе «жёлто-зелёных», выйдя на замену вместо Маркоса Пиццелли на 72-й минуте матча. 26 октября в поединке против «Ростова» Попов забил свой первый гол в РФПЛ. Спустя месяц в матче против самарских «Крыльев Советов» Ивелин сделал «дубль» и ассистировал Ибраиму Бальде.
По итогам сезона 2012/2013 Попов с девятью голам стал лучшим бомбардиром «Кубани» и помог ей выйти в квалификацию Лигу Европы. В отборочных матчах турнира против шотландского «Мотеруэлла» и нидерландского «Фейеноорда» Ивелин забил три мяча и помог команде попасть в основную сетку соревнований. По итогам сезона 2013/2014 Попов был включён в список 33 лучших российского первенства и был выбран капитаном команды.

### «Спартак» (Москва) и аренда в «Рубин»

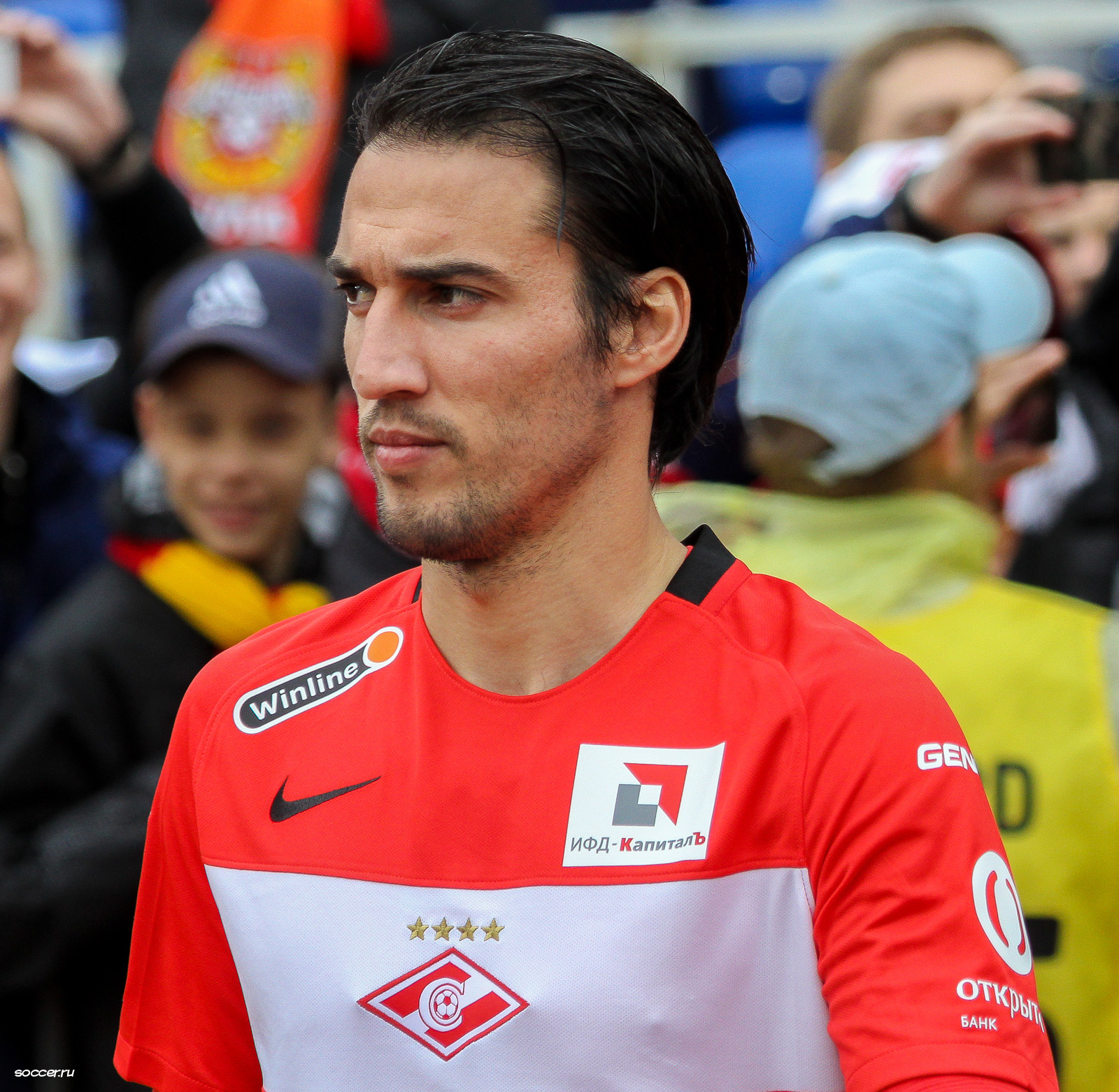
Попов в составе «Спартака» в 2017 году

3 июня 2015 было объявлено, что Попов подписал долгосрочный контракт с московским «Спартаком». 17 июля в матче против «Уфы» Ивелин дебютировал за «красно-белых». По итогам июля был признан болельщиками клуба лучшим игроком месяца. 14 августа в матче с ЦСКА заработал пенальти, который реализовал Дмитрий Комбаров.
23 сентября забил два мяча в первом тайме гостевого матча 1/16 финала Кубка России против нижегородской «Волги» (7:0). 26 сентября в домашнем матче против «Зенита» забил свой первый гол за «Спартак» в чемпионате России, эффектно перебросив мяч через голкипера Юрия Лодыгина, но это не помогло московскому клубу победить (2:2). 3 октября Попов с подачи Юры Мовсисяна забил единственный мяч в гостевом матче чемпионата России против «Мордовии» (1:0).
В сезоне 2016/17 вместе с командой стал чемпионом России, в 2017 году — обладателем Суперкубка России.
В феврале 2018 года перешёл в «Рубин» на правах аренды. 2 марта в матче против «Анжи» он дебютировал за новую команду. В этом же поединке Ивелин забил свой первый гол за «Рубин». Летом после окончания аренды Попов вернулся в «Спартак».
8 августа 2018 года в матче квалификации Лиги чемпионов против греческого ПАОКа он отметился забитым мячом. 8 января 2019 года «Спартак» расторг контракт с Поповым по соглашению сторон.

### «Ростов» и «Сочи»
24 января 2019 года Попов подписал контракт с «Ростовом» сроком на 2,5 года.
23 августа 2020 года футбольные клубы «Ростов» и «Сочи» провели обмен игроками. Так, в состав «Ростова» вернулся нападающий Дмитрий Полоз, в «Сочи» перешёл полузащитник Ивелин Попов.

## Карьера в сборной

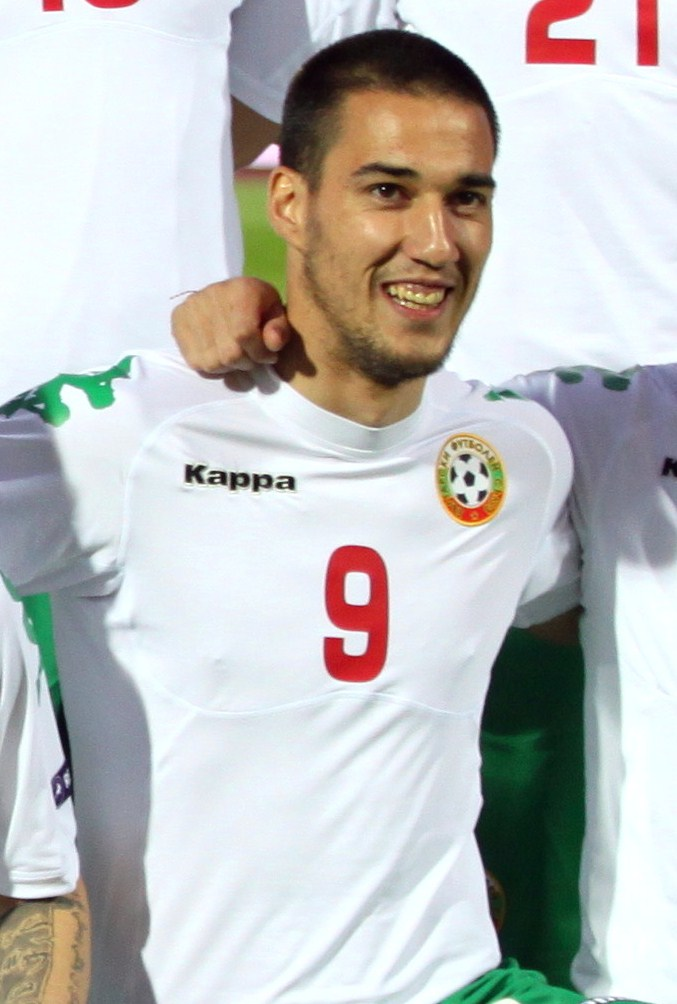
Попов в составе сборной Болгарии

11 августа 2007 года в товарищеском матче против сборной Уэльса Попов дебютировал за сборную Болгарии. 11 февраля 2009 года в поединке против сборной Швейцарии он забил свой первый гол за национальную команду. 17 сентября 2010 года в матче против команды Сербии Попов вошёл в историю как самый молодой капитан сборной в её истории.
В отборе к Евро-2012 Ивелин забил два гола в тяжёлых матчах против Уэльса и Черногории.

### Голы за сборную Болгарии
| #   | Дата            | Место                                     | Противник  | Счёт | Итог | Соревнование         |
| --- | --------------- | ----------------------------------------- | ---------- | ---- | ---- | -------------------- |
| 01. | 11 февраля 2009 | Санкт-Якоб Парк, Базель, Швейцария        | Швейцария  | 0:1  | 1:1  | Товарищеский матч    |
| 02. | 1 апреля 2009   | Васил Левски, София, Болгария             | Кипр       | 1:0  | 2:0  | квалификация ЧМ 2010 |
| 03. | 19 мая 2010     | Стадион короля Бодуэна, Брюссель, Бельгия | Бельгия    | 0:1  | 2:1  | Товарищеский матч    |
| 04. | 8 октября 2010  | Кардифф Сити, Кардифф, Уэльс              | Уэльс      | 0:1  | 0:1  | квалификация ЧЕ 2012 |
| 05. | 4 июня 2011     | Под Горицом, Подгорица, Черногория        | Черногория | 1:1  | 1:1  | квалификация ЧЕ 2012 |
| 06. | 26 мая 2012     | Амстердам Арена, Амстердам, Нидерланды    | Нидерланды | 1:1  | 1:2  | Товарищеский матч    |
| 07. | 22 марта 2013   | Васил Левски, София, Болгария             | Мальта     | 3:0  | 6:0  | квалификация ЧМ 2014 |
| 08. | 11 октября 2013 | Республиканский стадион, Ереван, Армения  | Армения    | 1:1  | 2:1  | квалификация ЧМ 2014 |
| 09. | 29 марта 2015   | Васил Левски, София, Болгария             | Италия     | 1:1  | 2:2  | квалификация ЧЕ 2016 |
| 10. | 12 июня 2015    | Та-Кали, Та-Кали, Мальта                  | Мальта     | 0: 1 | 0:1  | квалификация ЧЕ 2016 |
| 11. | 6 сентября 2016 | Васил Левски, София, Болгария             | Люксембург | 3: 2 | 4:3  | квалификация ЧМ 2018 |
| 12. | 13 ноября 2016  | Васил Левски, София, Болгария             | Беларусь   | 1: 0 | 1: 0 | квалификация ЧМ 2018 |

## Достижения

### Командные
«Литекс»
- Чемпион Болгарии: 2009/10
- Обладатель Кубка Болгарии: 2007/08, 2008/09
- Обладатель Суперкубка Болгарии: 2010

«Спартак» (Москва)
- Чемпион России: 2016/17
- Обладатель Суперкубка России: 2017

«Сочи»
- Серебряный призёр чемпионата России: 2021/22

«Ботев» (Пловдив)
- Обладатель Кубка Болгарии: 2023/24

### Личные
- Футболист года в Болгарии (3): 2015, 2016, 2017
- Лучший футболист чемпионата России по футболу по версии Исполкома РФС (1): 2013/14
- Лучший футболист месяца чемпионата России по футболу по версии РФПЛ: сентябрь 2015[27]

## Личная жизнь
Живёт в фактическом браке с бывшей болгарской поп-фолк певицей Еленой Паришевой (род. 1984), имеют двоих детей: сына Ивелина-младшего (род. 2011) и дочку Эмму (род. 2016).